# Euphorbia polycarpa
Euphorbia polycarpa är en törelväxtart som beskrevs av George Bentham. Euphorbia polycarpa ingår i släktet törlar, och familjen törelväxter. Inga underarter finns listade i Catalogue of Life.

## Bildgalleri

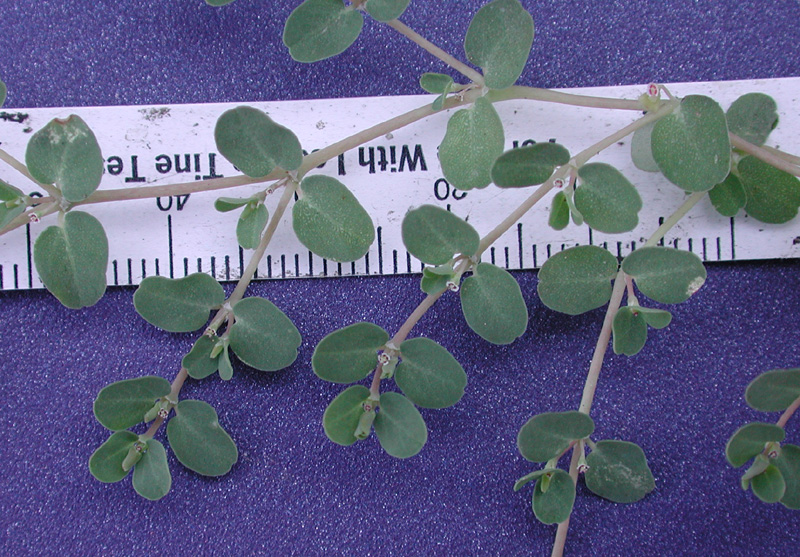
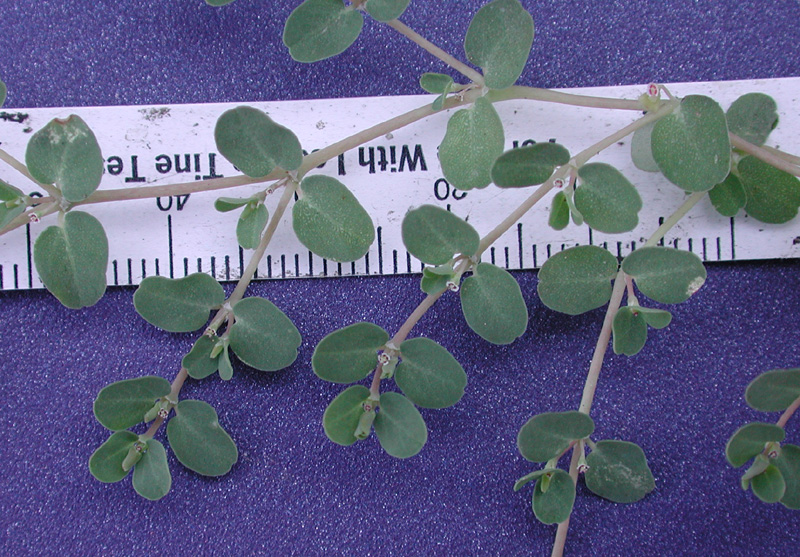